# Rue Vaugelas
La rue Vaugelas est une voie située dans le quartier Saint-Lambert du 15e arrondissement de Paris, en France.

## Situation et accès
La rue de Vaugelas est accessible à proximité par la ligne 12 aux stations Convention et Porte de Versailles.

## Origine du nom
La voie porte le nom du grammairien Claude Favre de Vaugelas (1585-1650).

## Historique
Cette voie de l'ancienne commune de Vaugirard, tracée sur le plan de Roussel de 1730, est à l'époque une partie de la rue des Tournelles, qui est rattachée à la voirie de Paris en 1863. La rue prend son nom actuel le 2 octobre 1865.

## Bâtiments remarquables et lieux de mémoire
- L'hôpital Vaugirard au no 10.
- Le jardin de l'Hôpital de Vaugirard.

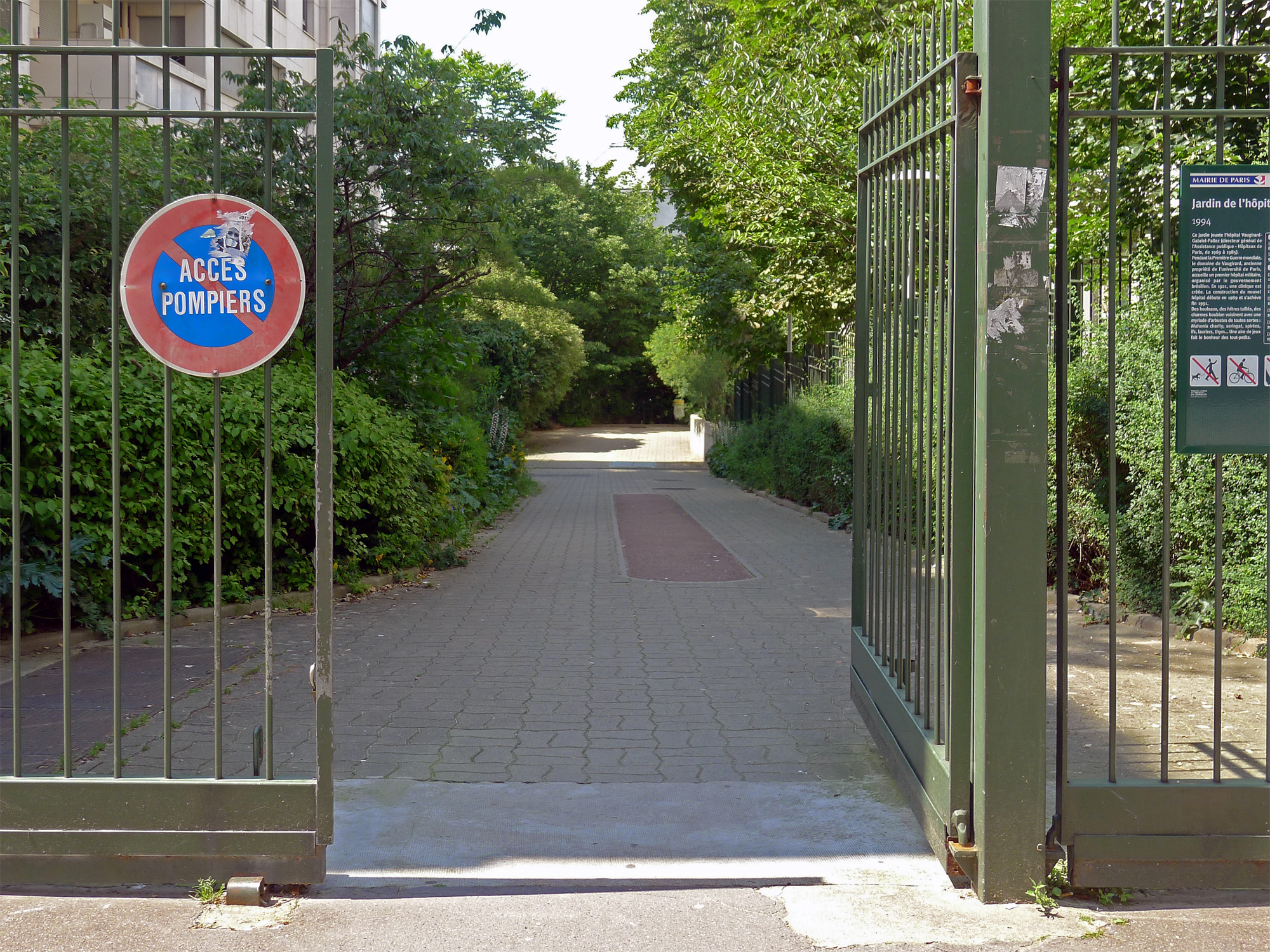
L'entrée du jardin de l'Hôpital de Vaugirard.
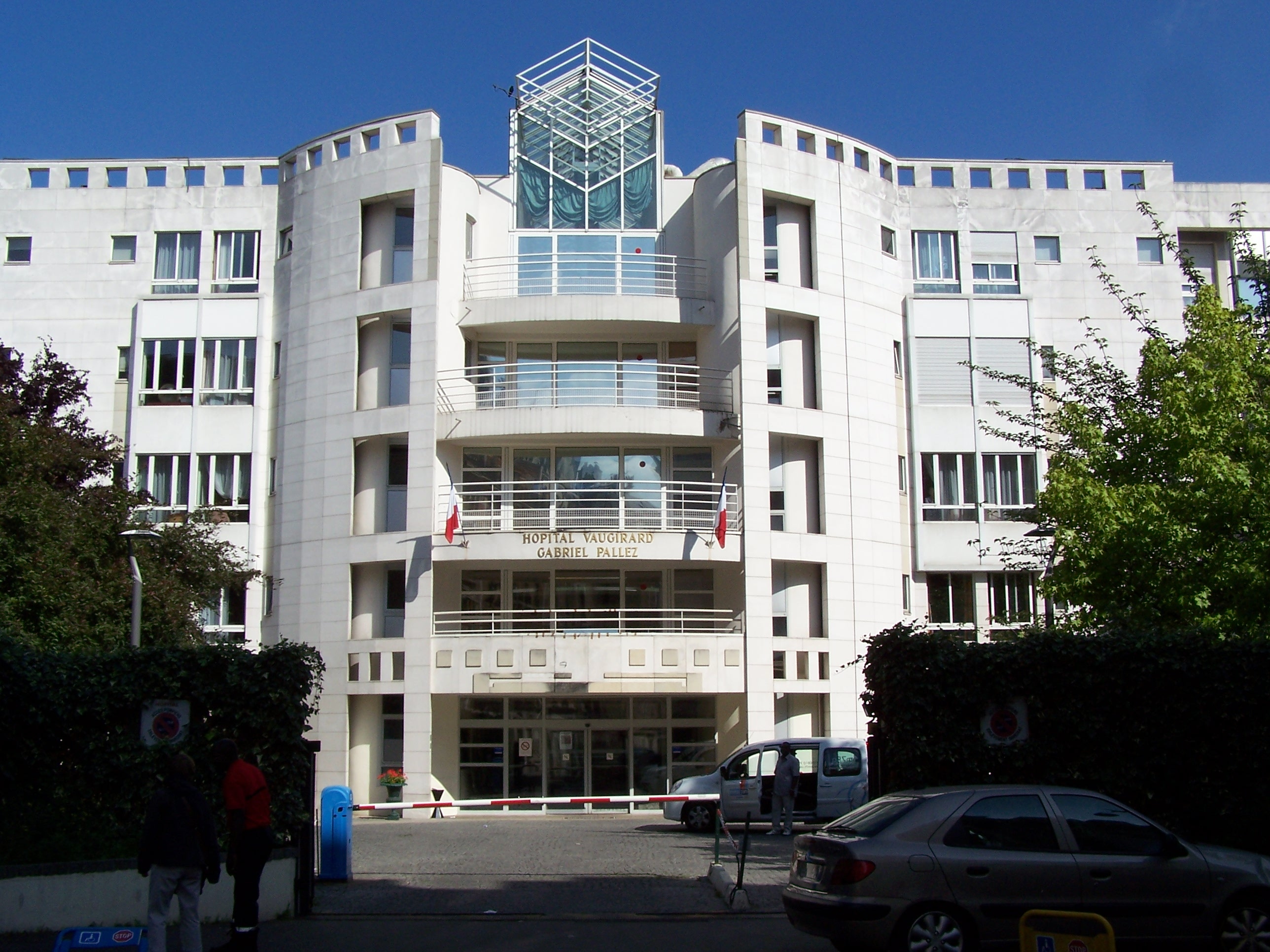
L'hôpital Vaugirard.